# Me Against the Music
„Me Against the Music” (în limba română „Eu împotriva muzicii”) este un cântec înregistrat de către interpreta americană Britney Spears în colaborare cu Madonna pentru cel de-al patrulea său album de studio, In the Zone. Cântecul a fost scris de către Spears, Madonna, Christopher "Tricky" Stewart, Thabiso "Tab" Nikhereanye, Penelope Magnet, Terius Nash and Gary O'Brien. Cântecul a fost lansat ca primul extras a albumului la data de 14 octombrie 2003, prin intermediul casei de discuri Jive Records. După ce îi s-a alăturat lui Spears într-o noapte în New York City, Stewart și Magnet au început să lucreze la piesă. În timpul repetițiilor pentru MTV Video Music Awards 2003, Spears a arătat piesa Madonnei și i-a cerut să colaboreze.

## Videoclip
Videoclipul muzical pentru „Me Against the Music” a fost regizat de către Paul Hunter și a avut premierea la data de 21 octombrie 2003 în emisiunea Making the Video. În videoclip Spears și Madonna dansează paralel într-un club de noapte. Urmărindu-se ca și pisica cu șoarecele, iar Spears reușește să o găsească pe Madonna la sfârșit, iar în cele din urmă Madonna dispare înainte ca Spears să o sărute. Videoclipul a primit recenzii pozitive de la critici, considerând-ul a fi simbolic rolurilor sexuale dintre femei.